# Sarrià (métro de Barcelone)
Sarrià est une station terminus des lignes 6 et 12 du métro de Barcelone.

## Situation sur le réseau
La station se situe sous l'avenue Auguste (Vía Augusta), sur le territoire de la commune de Barcelone, dans le district de Sarrià-Sant Gervasi. Elle s'intercale entre la gare de Peu de Fenicular et la station Les Tres Torres de la ligne Barcelone - Vallès des Chemins de fer de la généralité de Catalogne (FGC).

## Histoire
La gare de Sarrià ouvre au public le 23 juin 1863, en tant que terminus de la ligne Barcelone-Sarrià. Elle conserve ce statut jusqu'au prolongement de la ligne vers Les Planes en 1914. La station actuelle est inaugurée le 5 octobre 1974, à la suite de l'enfouissement de la ligne. En 2016, des travaux permettent de supprimer un quai et une voie, ce qui conduit à y instaurer le terminus de la ligne 6 et ouvrir la ligne 12 pour maintenir la connexion avec l'ancien terminus de Reina Elisenda.

## Services aux voyageurs

### Accès et accueil
La gare dispose de trois voies et deux quais centraux : la voie 1 est réservée aux lignes suburbaines, la voie 2 est partagée entre ces dernières et la ligne 6, et la voie 4 est réservée à la ligne 12. L'un des deux quais centraux sert les voies 2 et 4, ce qui facilite le transbordement des voyageurs venant de Plaça de Catalunya et souhaitant se rendre à Reina Elisenda.

### Intermodalité
La station permet la correspondance avec les lignes suburbaines de l'infrastructure Barcelone - Vallès.